# Camilla Jørgensen
Camilla Jørgensen es una deportista danesa que compitió en curling. Ganó una medalla de bronce en el Campeonato Europeo de Curling Femenino de 2007.

## Palmarés internacional
| Campeonato Europeo | Campeonato Europeo | Campeonato Europeo | Campeonato Europeo |
| Año                | Lugar              | Medalla            | Prueba             |
| ------------------ | ------------------ | ------------------ | ------------------ |
| 2007               | Füssen (Alemania)  | Medalla de bronce  | Equipo             |